# Micragone herilloides
Micragone herilloides är en fjärilsart som beskrevs av Eugène Louis Bouvier 1936. Micragone herilloides ingår i släktet Micragone och familjen påfågelsspinnare. Inga underarter finns listade i Catalogue of Life.